# Артур Пембер
Артур Пембер (англ. Arthur Pember 9 липня 1835, Лондон — 3 квітня 1886, Ламур, Північна Дакота, США) — англійський спортсмен, журналіст і письменник; перший президент Футбольної асоціації Англії (з 1863 по 1867 рік). Одночасно з президентством в Футбольної асоціації виступав також за клуб «Но Нейм Кілберн» з передмістя Лондона Кілберн, що став одним із засновників асоціації.

## Біографія

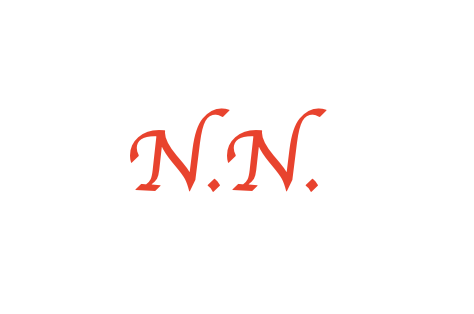
Емблема клубу Но Нейм

Артур Пембер був одним з головних діячів, який брав участь в становленні сучасного футболу: в жовтні 1863 року була утворена Футбольна асоціація, і Артур Пембер став першим її президентом. Він був обраний членом асоціації, будучи учасником футбольного клубу «Но Нейм Кілберн» або «Н. Н.» клуб, який, поряд з іншими 10-ма клубами, заснував Футбольну асоціацію. Но Нейм по англійськи дослівно значить "без імені" або "ніхто".
Як гравець Артур Пембер відомий тим, що був капітаном збірної клубів Лондона в першому міжрегіональному матчі Футбольної асоціації проти команди «Шеффілда» 31 березня 1866 року . Він був також членом аматорського лондонського футбольного клубу «Вондерерз».
У 1868 році Пембер разом з дружиною та двома синами емігрував до Нью-Йорка, де розпочав нову кар’єру журналіста. Відразу після Громадянської війни зробив кар'єру в Нью-Йорку як журналіст «Нью-Йорк Таймс». У своїх журналістських розслідуваннях він викривав зловживання службовим становищем в уряді, а також розкривав тіньові сторони американського та англійського суспільства.
Артур Пембер відомий також як автор декількох книг, зокрема, він був автором книги «Таємниці і жахи великої Столиці» («The Mysteries and Miseries of the Great Metropolis») .
З дружиною Еліс Пембер мав десять дітей, шість з яких пережили дитинство.
Артур Пембер помер 3 квітня 1886 року в містечку Ламур штату Північна Дакота, що було засвідчено в некролозі газети «Нью-Йорк Таймс» 4 квітня 1886 року.